# هفده (فیلم ۱۹۸۵)
هفده (انگلیسی: Seventeen) یک فیلم است که در سال ۱۹۸۵ منتشر شد.